# Zapopan
Zapopan je město v mexickém státě Jalisco. Je součástí metropolitní oblasti města Guadalajara a má asi 1,3 milionu obyvatel.

## Historie

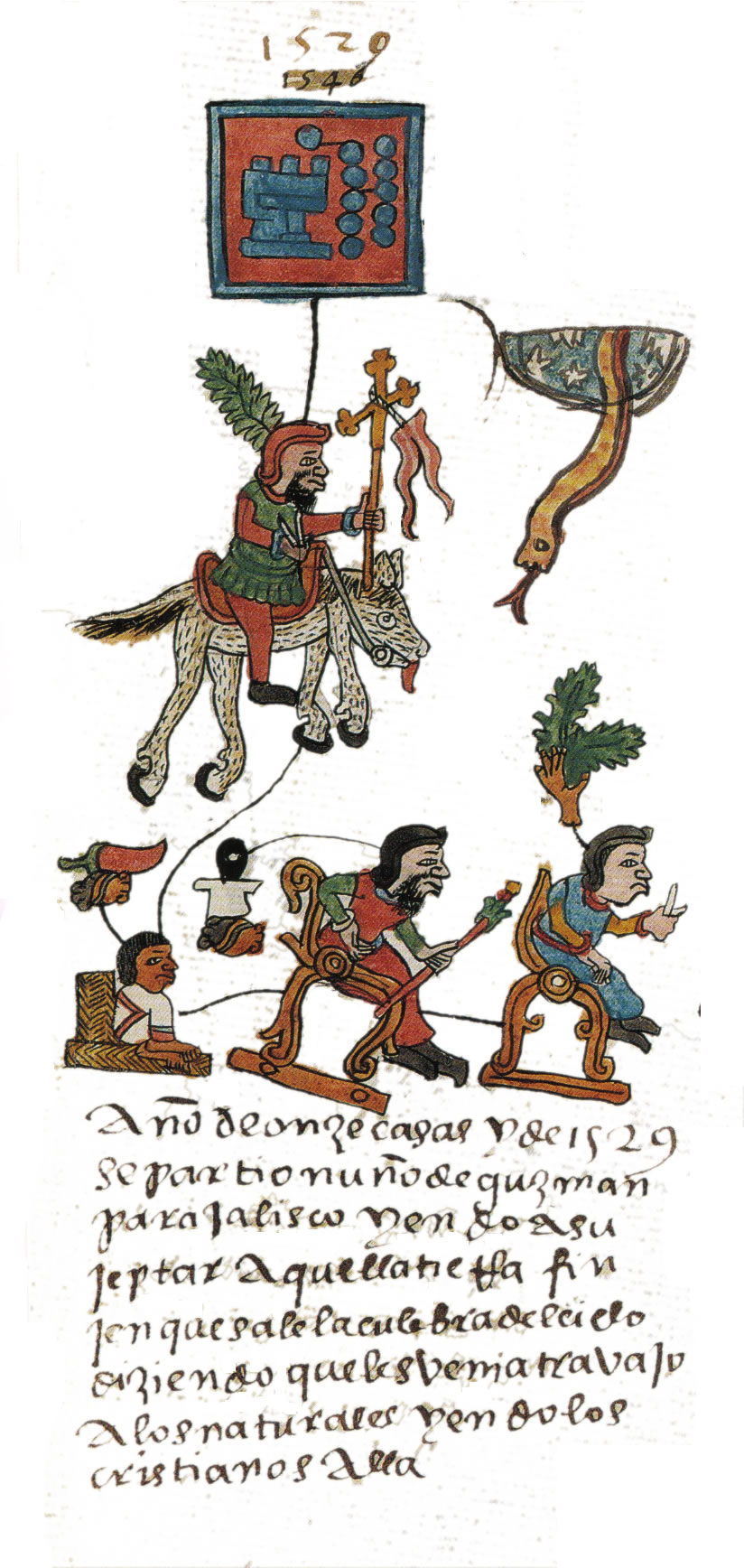
Nuño de Guzmán v Mixtónské válce; ilustrace v aztéckem Kodexu tellerianu

Oblast byla osídlena nomády již v době prehistorické. Mezi léty 1180–1325 ji souvisle osídlily indiánské kmeny Zapotéků, Nahuů a Mayů, kteří se při migraci smísili s Aztéky. 
Španělští kolonizátoři pod vedením Nuña de Guzmána přišli na území roku 1530, ale při zakládání provincie Nová Galie museli v Mixtónské válce čelit rozsáhlému odporu deseti tisíc Indiánů. Zvítězili až roku 1541. Teprve pod vedením generála Francisca de Bobadilla (1537-1610) byla založena španělská obec. Stala se misijním střediskem františkánů, klarisek a kapucínů v této oblasti. Díky křesťanské mariánské poutní tradici se zdejší bazilika stala nejvýznamnějším katolickým centrem západního Mexika.
V roce 1824 byl Zapopan začleněn do správy 26 sídel nově vytvořeného státu Jalisco a zachoval si samostatnost i po reformách státní správy v roce 1837. V roce 1873 zde bojoval generál Ramón Corona proti povstalcům vedeným Manuelem Lozadou ( přezdívaným „El Tigre de Alica“).
Na město byl Zapopan povýšen roku 1991. Po Guadalajaře je druhým největším a nejlidnatějším městem státu Jalisco. Má několik vysokých škol,. Největší z nich je Panamerická univerzita, soukromá katolická škola založená roku 1967.

## Ekonomika
Asi tři čtvrtiny pozemků jsou využívány zemědělsky, jednak pro pěstování kukuřice, čiroku, dýně, rajčat, cizrny, avokáda, manga a švestek, a dále pro chov hospodářských zvířat (krávy, prasata, drůběž); v zemědělství pracují méně než 3 procenta obyvatel. Asi 15 procent půdy je pokryto lesy a zbytek součástí předměstské a městské zóny. Asi třetina obyvatel je zaměstnána v průmyslu, mezi hlavní společnosti patří Sabritas, Intel, Bimbo, Flextronics, Motorola, Jaguar a Coca Cola. Zbytek populace se zabývá obchodem a službami, především v turistickém ruchu. 

## Památky

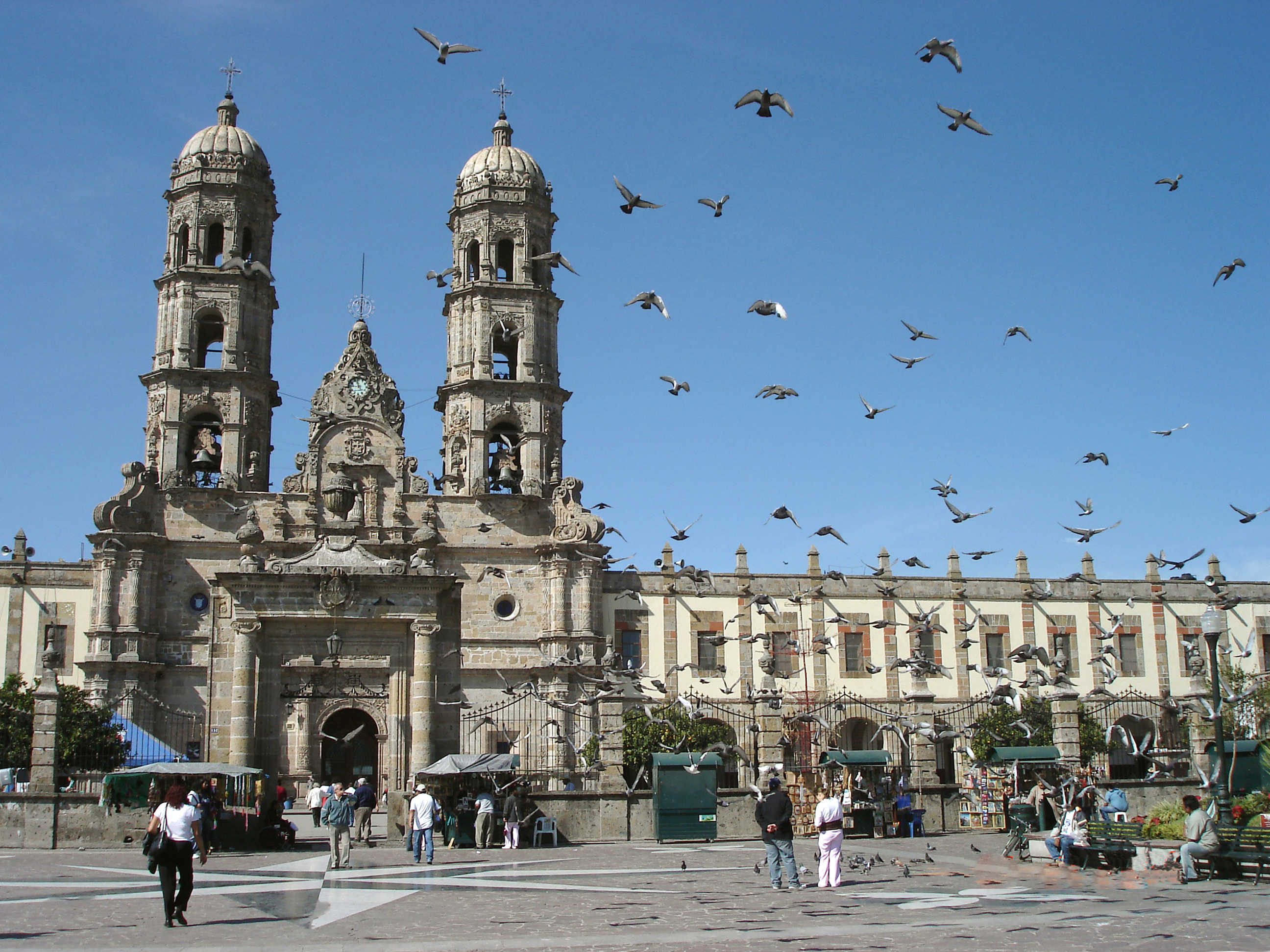
Průčelí baziliky Panny Marie s klášterem

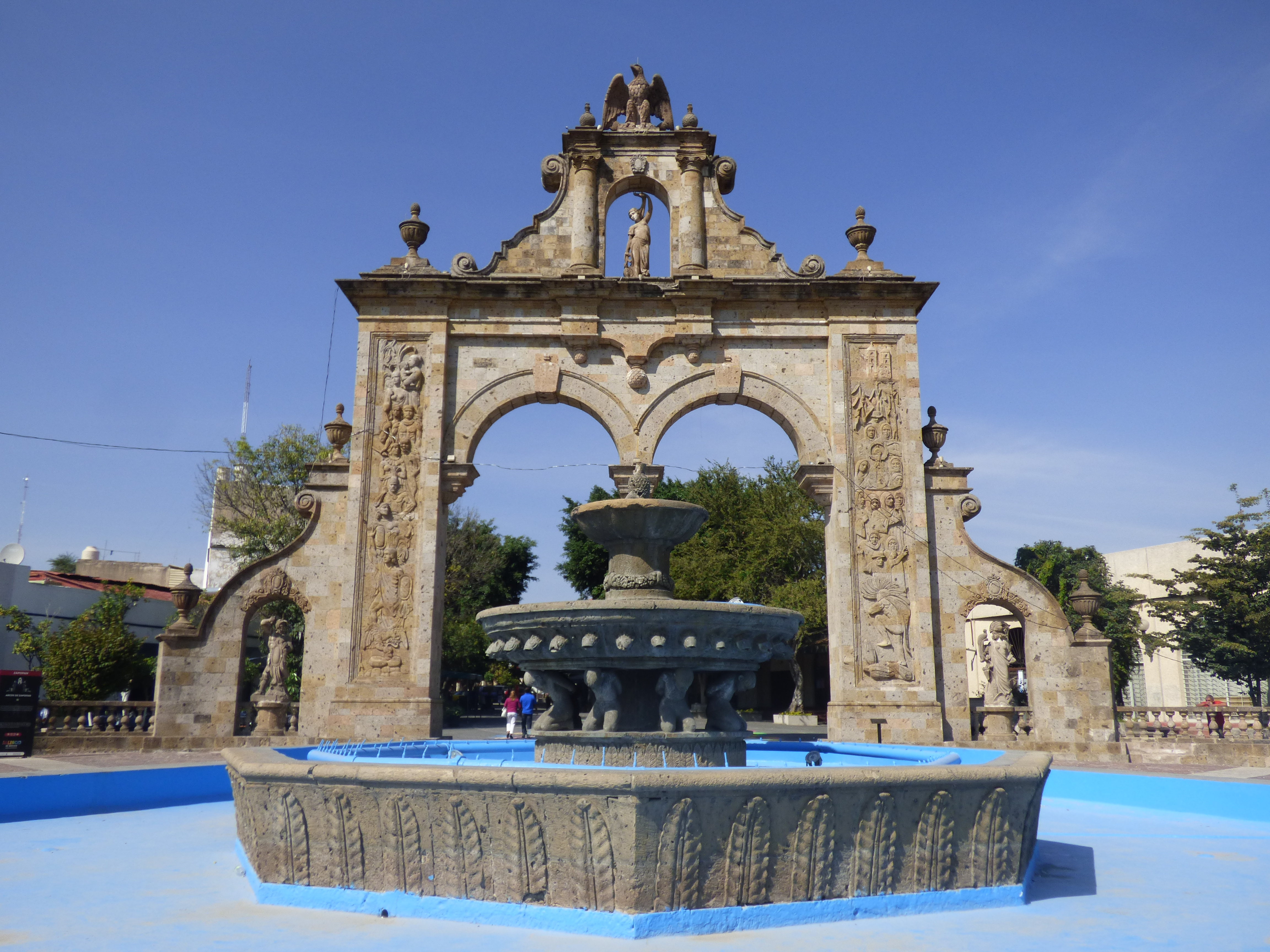
Španělský vítěžný oblouk a kašna

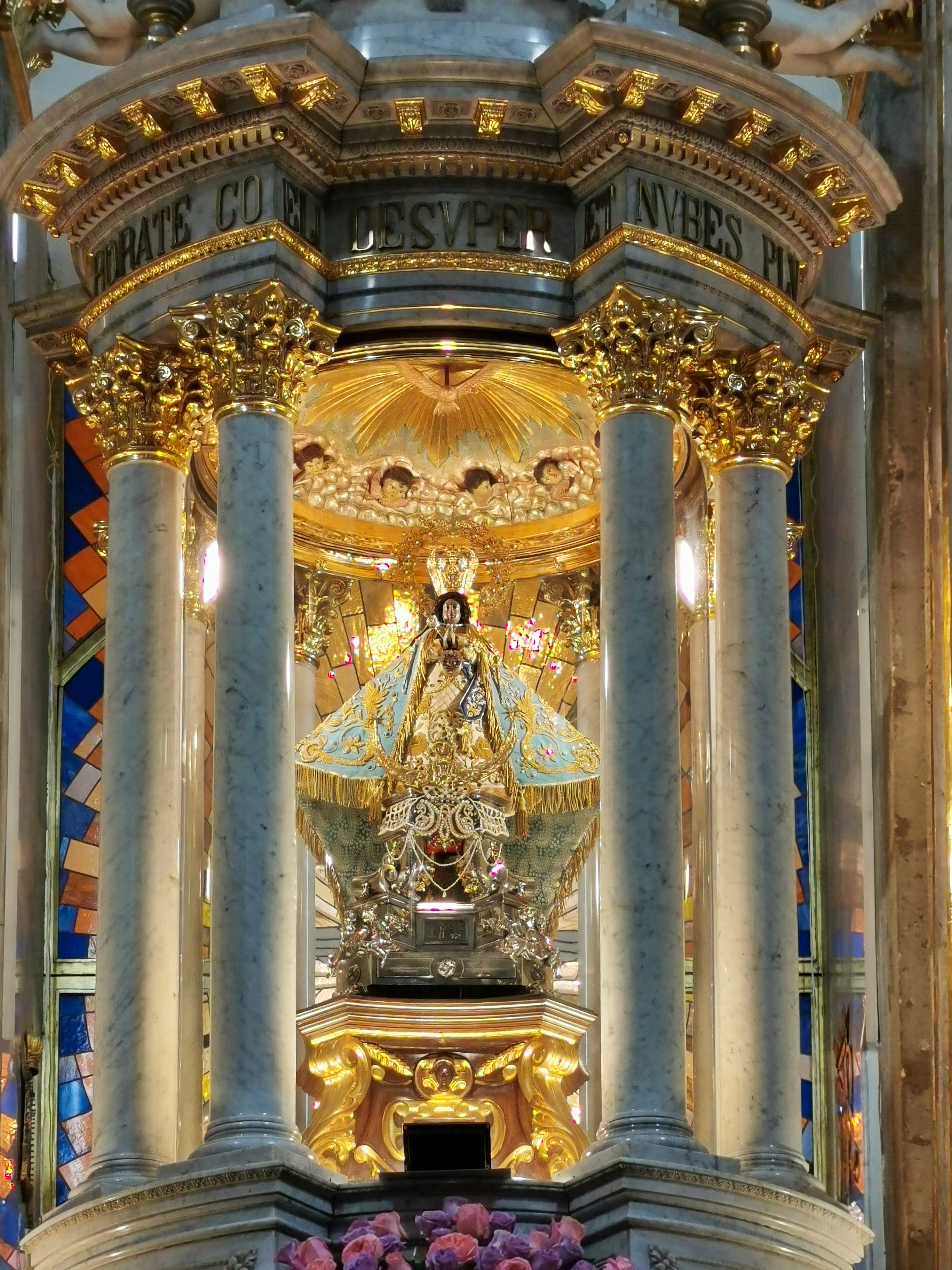
Poutní soška Panny Marie Immaculaty v bazilice

- Bazilika Panny Marie Zapopanské (Basílica de Nuestra Señora de Zapopan) byla postavena ve 2. polovině 17. století ve stylu španělského baroka, na místě starší poutní svatyně, původní soška Panny Marie Immaculaty je uctívána na hlavním oltáři. Baziliku roku 1979 navštívil papež Jan Pavel II., před kostelem je jeho pomník.
- Klášter - rozsáhlý areál budov ze 17.-18. století, který sloužil několika misijním skupinám, je zčásti využíván jako muzeum.
- Arco de Zapopan - vítězný oblouk španělských kolonistů - barokní brána se sochami ze 17. století, před ním kamenná kašna, nesená sochami klečících Indiánů
- Muzeum umění
- Muzeum s archeologickým areálem předkolumbovských indiánských sídel z 5.- 10. století

## Sport
Moderní sportovní areál se třemi stadiony byl založen pro Panamerické hry 2011. První z nich je fotbalový estadio Akron, druhý atletický a třetí slouží dalším sportům. Součástí areálu se stalo Panamerické tenisové centrum, v němž roku 2019 proběhl úvodní ročník ženského turnaje Abierto Zapopan. V sezóně 2021 dvorce hostily Turnaj mistryň a  poté Guadalajara Open Akron 2022, turnaj z kategorie WTA 1000.

## Slavní rodáci
- Jenaro Sánchez Delgadillo (1886-1927) - římskokatolický kněz, zavražděný vojáky při povstání kristerů; blahořečený jako mučedník roku 1992 a svatořečen roku 2002 papežem Janem Pavlem II.
- Alfredo Torres (1931-2022) - mexický fotbalista
- Antonio Ortuño (* 1976) - mexický spisovatel

## Partnerská města
- Medellín, Kolumbie (2012)
- Čcheng-tu, Čína
- Angoulême, Francie
- Sherbrooke, Kanada
- Guadalajara, Mexiko
- Stuttgart, Německo
- Amsterdam, Nizozemí
- Čenstochová, Polsko
- Columbus, Ohio, USA
- Saginaw, Michigan, USA
- Petropavlovsk-Kamčatskij, Rusko (2020)